# (472231) 2014 FU71
(472231) 2014 FU71 est un objet transneptunien de la ceinture de Kuiper, faisant partie des cubewanos, son diamètre est estimé à environ 230 km